# 尾花沢市議会
尾花沢市議会（おばなざわしぎかい）は、山形県尾花沢市の地方議会である。

## 構成
- 定数：14人[1]
- 任期：4年。議会解散が実施されれば任期満了前であっても議員任期は終了する。
- 前回選挙：2023年（令和5年）7月9日選挙[2]

- 選挙区：市全体を1選挙区とする大選挙区制（単記非移譲式）
- 所在地：山形県尾花沢市若葉町一丁目2番3号（尾花沢市役所内）
- 議長： 菅野修一（2025年8月～・3回目）
- 副議長：和田哲（2025年8月～）
- 主な役割：審議、議決、一般質問、代表質問、同意、市政のチェック、請願や陳情の審査、意見書の提出、調査研究、充て職、行政行事出席、行政視察等

### 委員会
- 議会運営委員会
- 議会だより編集委員会
- 広報広聴委員会

#### 常任委員会[3]
- 総務文教常任委員会
- 産業厚生常任委員会

#### 特別委員会
- 予算特別委員会
- 決算特別委員会

### 定例会
- 3月、6月、9月、12月[4]

### 事務局
- 議会事務局[5]

## 会派
| 会派名           | 議員数 | 所属党派                   | 議員名（◎は代表者）                                                         | 女性議員数 |
| ---------------- | ------ | -------------------------- | --------------------------------------------------------------------------- | ---------- |
| 市政研究会       | 4      | 無所属                     | 青野隆一、伊藤浩、鈴木由美子、土屋範晃                                      | 1          |
| 令和・公明クラブ | 8      | 公明党1 自由民主党2 無所属 | 菅藤昌己、畑中和恵、髙橋隆雄、安井一義、菅野喜昭、和田哲、星川薫、菅野 修一 | 1          |
| 無会派           | 2      | 日本共産党 自由民主党      | 鈴木 清、大類好彦                                                           | 0          |
| 計               | 14     |                            |                                                                             | 2          |

（2025年8月8日現在）

## 議員報酬等
| 役職   | 議員報酬        | 政務活動費 |
| ------ | --------------- | ---------- |
| 議長   | 月額 42万0000円 | 月額 1万円 |
| 副議長 | 月額 37万5000円 | 月額 1万円 |
| 議員   | 月額 35万0000円 | 月額 1万円 |

- 別途、年2回期末手当あり
- 政務活動費の残金は市に返還する義務がある
- 議員年金は2011年（平成23年）6月1日で廃止されている

## 議会出身者
- 菅根光雄（元尾花沢市長）
- 星川保松（元尾花沢市長）
- 加藤国洋（元尾花沢市長）